# Nikolaus Plate von Jüterbog
Nikolaus Plate von Jüterbog († 20. September 1391) war Titularbischof von Constantia in Phoenicia und Zisterziensermönch. Überliefert ist sein Wirken als Weihbischof im Bistum Cammin, im Bistum Meißen und im Erzbistum Magdeburg. 
Er war Mönch im Kloster Zinna bei Jüterbog und wurde im Jahre 1375 Titularbischof von Constantia in Phoenicia. 
Im Bistum Cammin trat Bischof Nikolaus im Jahre 1385 in Erscheinung: Er gewährte am 5. April 1385 der Augustinerkirche in Stargard ein Ablassprivileg zugunsten von Besuchern der dortigen Reliquien. In der diesbezüglichen Urkunde trat er als „vicarius generalis in pontificalibus“ des Camminer Diözesanbischofs Philipp von Rehberg auf. 